# Vrba (gmina Dobrna)
Vrba – wieś w Słowenii, w gminie Dobrna. W 2018 roku liczyła 135 mieszkańców.